# The Real Housewives of New York City
The Real Housewives of New York City (abreviado RHONY) (Las Amas de Casa Reales de Nueva York) es un reality show estadounidense que se estrenó el 4 de marzo de 2008 en Bravo. Desarrollado como la segunda entrega de la franquicia de The Real Housewives, siguiendo a The Real Housewives of Orange County, ha emitido seis temporadas y se centra en las vidas personales y profesionales de varias mujeres residentes en Nueva York.

## Producción

### Temporadas 1–4
En preproducción, el show se llamaba inicialmente Manhattan Moms. La primera temporada se estrenó el 4 de marzo de 2008, protagonizada por Bethenny Frankel, LuAnn de Lesseps, Alex McCord, Ramona Singer y Jill Zarin. A pesar del título de la serie, las mujeres no eran todas amas de casa. Frankel y Singer tenían sus propios negocios, McCord y Zarin tenían trabajos fuera de sus casas. Kelly Killoren Bensimon fue añadida al elenco para la segunda temporada, que se estrenó el 17 de febrero de 2009. El 31 de agosto de 2010, Frankel anunció oficialmente que no regresaría a The Real Housewives of New York City para la cuarta temporada. En septiembre de 2010, la cuarta temporada se empezó a grabar con Cindy Barshop en la serie como la nueva ama de casa. Bravo retrasó el estreno de la cuarta temporada hasta el 7 de abril de 2010, y en su lugar estrenó The Real Housewives of Miami.

### Temporada 5–6
Bravo anunció en abril de 2012 que el show sería modernizado para su quinta temporada y efectivamente despidió a la mitad del elenco. La quinta temporada se estrenó el 4 de junio de 2012, con nuevos miembros de elenco como Aviva Drescher, Carole Radziwill, y Heather Thomson.
El programa fue oficialmente renovado para una sexta temporada el 2 de abril de 2013 La producción fue establecida para comenzar el 8 de mayo de 2013, pero las amas de casa habían tenido negociaciones con Bravo sobre sus salarios para la temporada. Sonja Morgan, Carole Radziwill, Heather Thomson y Ramona Singer se unieron de nuevo a la serie el 9 de mayo de 2013, con Aviva Drescher firmando su contrato el 24 de mayo de 2013. LuAnn aceptó el nuevo contrato el 28 de mayo de 2013. Se ha especulado que Kristen Taekman se uniría al elenco, lo que fue más tarde confirmado por LuAnn en una entrevista con Wetpaint. Se anunció en enero de 2014 que The Real Housewives of New York City regresaría para su sexta temporada el 11 de marzo de 2014. Presenta también a LuAnn de Lesseps como miembro recurrente. Aviva Drescher fue despedida tras la sexta temporada.

### Temporada 7–10
La séptima temporada se estrenó el 7 de abril de 2015, cuenta con el regreso de Bethany Frankel y la incorporación de Dorinda Medley. Para la octava temporada, que se estrenó el 6 de abril de 2016, Jules Wainstein se incorporó al elenco, Kristen Taekman no regresó luego de la temporada siete. Jules Wainstein anunció su salida del programa en septiembre de 2016 por motivos personales.
La novena temporada se estrenó el 5 de abril de 2017. Tinsley Mortimer se unió al elenco. La décima temporada se estrenó el 4 de abril de 2018, con el regreso del mismo elenco de la novena temporada. Esta fue la última aparición de Radziwill en el programa.

### Temporada 11–13
La undécima temporada se estrenó el 6 de marzo de 2019. Barbara Kavovit se unió como amiga de las amas de casa. Bethany Frankel dejó el programa por segunda vez. La duodécima temporada contó con Leah McSweeney uniéndose al elenco, así como Elyse Slaine como amiga de las amas de casa, que se estrenó el 2 de abril de 2020. El 11 de junio de 2020, Tinsley Mortimer anunció su salida, debido a su traslado a Chicago para continuar su relación romántica con Scott Kluth. El 25 de agosto de 2020, Dorinda Medley anunció también anunció su salida del programa. El 8 de octubre de 2020, se confirmó que Eboni K. Williams se uniría al programa para la decimotercera temporada.

### Temporada 14–
El 23 de marzo de 2022, se anunció que tras la recepción negativa de la decimotercera temporada, los productores habían tomado la decisión de "muy probablemente" reiniciar el programa desde cero para la decimocuarta temporada y crear una segunda versión del programa siguiendo algunas de las amas de casa originales, conocidas como "RHONY: Legacy" o "RHONY: Throwback". Más tarde se anunció que las amas de casa veteranas de Lesseps y Morgan protagonizaría su propia serie derivada titulada Luann & Sonja: Welcome to Crappie Lake.El rodaje del spin-off comenzó en julio de 2022 en la pequeña ciudad de Benton, Illinois.
El 16 de octubre de 2022, Andy Cohen reveló el nuevo elenco para la decimocuarta temporada del programa, incluyendo a Ubah Hassan, Erin Lichy, Jenna Lyons, Lizzy Savetsky, Sai de Silva, Jessel Taank y Brynn Whitfield. El 16 de noviembre de 2022, Bravo confirmó que Savetsky dejaría la serie a mitad de la temporada. Savetsky afirma que la razón detrás de su decisión de renunciar fue que había recibido odio antisemita en sus cuentas de redes sociales. La decimocuarta temporada se estrenó el 16 de julio de 2023.
En marzo de 2024, Bravo anunció que la serie había sido renovada para una decimoquinta temporada, y las seis amas de casa regresarían de la decimocuarta temporada. En abril de 2024, se anunció que Rebecca Minkoff se uniría a la serie como amiga. En junio de 2024, se anunció que Racquel Chevremont también se uniría a la decimoquinta temporada de la serie como ama de casa a tiempo completo. El estreno de la decimoquinta temporada está previsto para el 1 de octubre de 2024.

### Línea temporal de amas de casa
| Amas de Casa               | Temporadas | Temporadas | Temporadas | Temporadas | Temporadas | Temporadas | Temporadas | Temporadas | Temporadas | Temporadas | Temporadas | Temporadas | Temporadas | Temporadas | Temporadas |
| Amas de Casa               | 1          | 2          | 3          | 4          | 5          | 6          | 7          | 8          | 9          | 10         | 11         | 12         | 13         | 14         | 15         |
| -------------------------- | ---------- | ---------- | ---------- | ---------- | ---------- | ---------- | ---------- | ---------- | ---------- | ---------- | ---------- | ---------- | ---------- | ---------- | ---------- |
| Ramona Singer              | Principal  | Principal  | Principal  | Principal  | Principal  | Principal  | Principal  | Principal  | Principal  | Principal  | Principal  | Principal  | Principal  |            |            |
| Luann de Lesseps           | Principal  | Principal  | Principal  | Principal  | Principal  | Amiga      | Principal  | Principal  | Principal  | Principal  | Principal  | Principal  | Principal  |            |            |
| Bethenny Frankel           | Principal  | Principal  | Principal  |            |            |            | Principal  | Principal  | Principal  | Principal  | Principal  |            |            |            |            |
| Alex McCord                | Principal  | Principal  | Principal  | Principal  |            |            |            |            |            |            |            |            |            |            |            |
| Jill Zarin                 | Principal  | Principal  | Principal  | Principal  |            |            |            |            | Invitada   | Invitada   | Invitada   | Invitada   | Invitada   |            |            |
| Kelly Bensimon             |            | Principal  | Principal  | Principal  |            | Invitada   | Invitada   |            |            |            |            |            |            |            |            |
| Sonja Morgan               |            |            | Principal  | Principal  | Principal  | Principal  | Principal  | Principal  | Principal  | Principal  | Principal  | Principal  | Principal  |            |            |
| Cindy Barshop              |            |            |            | Principal  |            |            |            |            |            |            |            |            |            |            |            |
| Carole Radziwill           |            |            |            |            | Principal  | Principal  | Principal  | Principal  | Principal  | Principal  |            |            |            |            |            |
| Heather Thomson            |            |            |            |            | Principal  | Principal  | Principal  | Invitada   | Invitada   | Invitada   |            | Invitada   | Amiga      |            |            |
| Aviva Drescher             |            |            |            |            | Principal  | Principal  |            |            |            |            |            |            |            |            |            |
| Kristen Taekman            |            |            |            |            |            | Principal  | Principal  |            |            |            |            |            |            |            |            |
| Dorinda Medley             |            |            |            | Invitada   |            |            | Principal  | Principal  | Principal  | Principal  | Principal  | Principal  |            |            |            |
| Jules Wainstein            |            |            |            |            |            |            |            | Principal  |            |            |            |            |            |            |            |
| Tinsley Mortimer           |            |            |            |            |            |            |            |            | Principal  | Principal  | Principal  | Principal  |            |            |            |
| Leah McSweeney             |            |            |            |            |            |            |            |            |            |            |            | Principal  | Principal  |            |            |
| Eboni K. Williams          |            |            |            |            |            |            |            |            |            |            |            |            | Principal  |            |            |
| Brynn Whitfield            |            |            |            |            |            |            |            |            |            |            |            |            |            | Principal  | Principal  |
| Erin Lichy                 |            |            |            |            |            |            |            |            |            |            |            |            |            | Principal  | Principal  |
| Jenna Lyons                |            |            |            |            |            |            |            |            |            |            |            |            |            | Principal  | Principal  |
| Jessel Taank               |            |            |            |            |            |            |            |            |            |            |            |            |            | Principal  | Principal  |
| Sai de Silva               |            |            |            |            |            |            |            |            |            |            |            |            |            | Principal  | Principal  |
| Ubah Hassan                |            |            |            |            |            |            |            |            |            |            |            |            |            | Principal  | Principal  |
| Racquel Chevremont         |            |            |            |            |            |            |            |            |            |            |            |            |            |            | Principal  |
| Amigas de las Amas de Casa |            |            |            |            |            |            |            |            |            |            |            |            |            |            |            |
| Jennifer Gilbert           |            |            | Amiga      |            | Invitada   |            |            |            |            |            |            |            |            |            |            |
| Barbara Kavovit            |            |            | Invitada   | Invitada   | Invitada   | Invitada   |            | Invitada   | Invitada   |            | Amiga      |            |            |            |            |
| Elyse Slaine               |            |            |            |            |            |            |            |            |            | Invitada   |            | Amiga      |            |            |            |
| Bersan Shaw                |            |            |            |            |            |            |            |            |            |            |            |            | Amiga      |            |            |
| Rebecca Minkoff            |            |            |            |            |            |            |            |            |            |            |            |            |            |            | Amiga      |

## Episodios
| Temporada | Temporada | Episodios | Estreno de la Temporada | Final de la Temporada    | Rating (en millones) |
| --------- | --------- | --------- | ----------------------- | ------------------------ | -------------------- |
|           | 1         | 9         | 4 de marzo de 2008      | 15 de abril de 2008      | 1.20                 |
|           | 2         | 15        | 17 de febrero de 2009   | 5 de mayo de 2009        | 1.69                 |
|           | 3         | 18        | 4 de marzo de 2010      | 3 de junio de 2010       | 2.00                 |
|           | 4         | 18        | 7 de abril de 2011      | 21 de julio de 2011      | 2.04                 |
|           | 5         | 21        | 4 de junio de 2012      | 1 de octubre de 2012     | 1.58                 |
|           | 6         | 23        | 11 de marzo de 2014     | 22 de julio de 2014      | 1.29                 |
|           | 7         | 24        | 7 de abril de 2015      | 17 de septiembre de 2015 | 1.28                 |
|           | 8         | 23        | 6 de abril de 2016      | 14 de septiembre de 2016 | 1.53                 |
|           | 9         | 22        | 5 de abril de 2017      | 30 de agosto de 2017     | 1.50                 |
|           | 10        | 22        | 4 de abril de 2018      | 5 de septiembre de 2018  | 1.37                 |
|           | 11        | 20        | 6 de marzo de 2019      | 25 de julio de 2019      | 1.28                 |
|           | 12        | 25        | 2 de abril de 2020      | 1 de octubre de 2020     | 1.11                 |
|           | 13        | 18        | 4 de mayo de 2021       | 4 de septiembre de 2021  | 0.82                 |
|           | 14        | 16        | 16 de julio de 2023     | 29 de octubre de 2023    | 0.51                 |
|           | 15        | TBA       | 1 de octubre de 2024    | TBA                      | TBA                  |

## Recepción
Frankel, entonces miembro del elenco original, declaró en 2017 que le gustaría que la serie "representara más a Nueva York ". Escribiendo para The New York Times en octubre de 2019, la autora Tracie Egan Morrissey planteó la pregunta: "Si menos de la mitad de la ciudad es blanca, ¿por qué el 100 por ciento del elenco de The Real Housewives of New York City es blanco?". La exmiembro del elenco Heather Thomson también declaró que durante su tiempo en la serie había presentado a varias mujeres de color a los productores del programa para diversificar los miembros del elenco debido a sus preocupaciones sobre el tema. Las mujeres también recibieron reacciones violentas por resaltar la división de clases en Estados Unidos a través de la ignorancia y el maltrato del personal que aparece en el programa.
Los anuncios tanto del reinicio como del nuevo elenco de la decimocuarta temporada del programa han sido criticados por algunos espectadores veteranos de la serie, quienes argumentaron que fueron decisiones precipitadas y malas por parte de Bravo. El elenco del reinicio ha sido considerado poco atractivo por estos espectadores, muchos de los cuales apreciaron el enfoque específico de la franquicia en esferas establecidas de personas mayores de la alta sociedad neoyorquina de clase alta, etiquetando la elección de llenar el nuevo elenco con "influencers" como una desviación del tema original del programa. La decisión ha sido etiquetada como otro movimiento en el intento más amplio de Bravo de atraer la red a una audiencia más joven y más orientada a las redes sociales.

## Juego en Facebook
En julio de 2012, Bravo lanzó un videojuego de redes sociales de The Real Housewives of New York City titulado Real Housewives: The Game. Cada semana después de un nuevo episodio, una nueva historia estaba disponible en el juego. Se suspendió en octubre de 2012.